# Balak (Cawas)
Balak is een bestuurslaag in het regentschap Klaten van de provincie Midden-Java, Indonesië. Balak telt 2396 inwoners (volkstelling 2010).